# Jan Chełmski z Chełmu
 Jan Chełmski z Chełmu  herbu Ostoja (zm. po 1434 r.) – dziedzic Chełmu (dziś część Krakowa), burgrabia krakowski.

## Życiorys
Jan Chełmski z Chełmu był synem Jana z Chełmu i Katarzyny, wdowy po Hanusborgu z Krakowa. W roku 1427 miał sprawę ze swoim bratem przyrodnim - Janem synem zmarłego Hanusborga z Krakowa o rzeczy po zmarłej matce. W roku 1430 Jan Chełmski zapisał swojej małżonce Małgorzacie, córce Jana z Wilkowa, 200 grzywien posagu i wiana na połowie dóbr w Chełmie. Cztery lata później Chełmski zapisał żonie 400 grzywien posagu i wiana na połowie swojego majątku w Chełmie.
Jan Chełmski z Chełmu, w latach 1426–1434 sprawował urząd burgrabiego krakowskiego.